# Nicolò Sordo
Nicolò Sordo (Verona, 1992) è un drammaturgo e attore teatrale italiano che nel 2021 ha vinto del  14º Premio Riccione "Pier Vittorio Tondelli" con Ok Boomer. Anch'io sono uno stronzo.

## Biografia
Originario di Colà, s'è diplomato al Liceo ginnasio statale Scipione Maffei di Verona nel 2011 e ha poi iniziato la sua formazione triennale come attore presso l'Accademia Carlo Goldoni di Venezia concludendo gli studi nel 2014. Nel biennio 2016-2017 ha seguito il corso di alta formazione per attori al Teatro Nuovo di Verona e dal 2018 al 2019 è stato assistente alla regia nel Progetto TeSeO promosso dal Teatro stabile del Veneto Carlo Goldoni. 
Comincia scrivendo racconti. Nel 2007 pubblica Narrerò da me (Il Filo Edizioni), nel 2009 Lunghe Evanescenze (Jago Edizioni) e nel 2011 Vuoto di Favole (Jago Edizioni).
Nel 2014 ha vinto il Premio Corti teatrali in lingua veneta con il testo Tajarse Fora con la collaborazione del regista e attore Enrico Ferrari. Nel 2016 s'aggiudica il Premio Network Drammaturgia Nuova (NDN) con il testo Camminatori della patente ubriaca, avendo come tutor Michele Santeramo, e vedendo il testo rappresentato nei principali festival italiani, tra cui l'Hystrio Festival e il Festival Tramedautore del Piccolo Teatro di Milano. Nel 2021 ottiene il  14º Premio Riccione "Pier Vittorio Tondelli" con Ok Boomer. Anch'io sono uno stronzo, che debutta al Romaeuropa Festival con la regia di Babilonia Teatri. 
Nel 2017 crea è creatore della performance Smile at Strangers a Berlino. Nel 2018 è autore per il progetto indipendente di laboratori e spettacoli su Charles Bukowski Teatro Da Bar. Tra il 2019 e il 2020 è assistente alla regia al Teatro Stabile del Veneto. Lavora con Giuseppe Emiliani per lo spettacolo La casa nova di Carlo Goldoni e di Giorgio Sangati per lo spettacolo Da qui alla luna di Matteo Righetto, con Andrea Pennacchi e Giorgio Gobbo.
È interprete per Teatro Da Bar e BressanRomondia, al Prishtina International Theater Festival nel 2022 in Kosovo con IDONTWANNAFORGET, e in numerosi progetti con il pianista jazz Roberto Zanetti, con il quale aveva iniziato la collaborazione nel 2011 con lo spettacolo The Zizzi's Howl sulla beat generation. Scrive per Marina Romondia Bye bye, progetto vincitore di CURA 2022 ed è collaboratore alla drammaturgia e sguardo esterno per il suo OGGI NO al Théâtre des Franciscains di Béziers in Francia.
Nel 2023 è uscita una sua raccolta di racconti, Col Angeles, con lo pseudonimo di Niki Neve, vincitore del Premio Scritture di Lago 2022.
Come attore ha recitato nello spettacolo Dissipatio F.G. (In memoria di Fabio Garriba) di Tommaso Rossi. È stato attore e autore all’interno del progetto Teatro alla Ribalta, vincitore del bando "Restate in zona" del Municipio 6 di Milano. E s'è prestato come performer nel tour nazionale del pianista jazz Roberto Zanetti, per la presentazione dell'album Mother Afrika. Ancora: ha partecipato al Kilowatt Festival di Sansepolcro, ad un workshop per attori professionisti tenuto da Spiro Scimone e Francesco Sframeli. È stato assistente alla regia al Teatro regionale di Kozani in Grecia; e per lo spettacolo La vedova scaltra diretto da Matteo Tarasco.

## Vita privata
Vive a Col Angeles (Colà di Lazise).

## Riconoscimenti
- 2021 Premio Riccione "Pier Vittorio Tondelli" con Ok Boomer. Anch'io sono uno stronzo.
- 2016 Premio Network Drammaturgia Nuova (NDN) con il testo Camminatori della patente ubriaca.
- 2014 Premio Corti teatrali in lingua veneta con il testo Tajarse Fora